# Ördögűzés Molly Hartley üdvéért
Az Ördögűzés Molly Hartley üdvéért (eredeti cím: The Exorcism of Molly Hartley) 2015-ös amerikai természetfeletti horrorfilm, amelyet Steven R. Monroe rendezett Matt Venne forgatókönyve alapján. A film a Molly Hartley kísértése (2008) című film folytatása. A film 2015. október 9-én jelent meg Digital HD-n, 2015. október 20-án pedig Blu-ray-en.

## Cselekmény
Molly Hartley felnőtt, de a benne lakozó szentségtelen démon tovább él. Hat évvel a középiskola elvégzése után – és miután kiderül, hogy egy titkos paktum az ördöghöz rendelte a lelkét – Mollyt gyilkossággal gyanúsítják, és egy elmegyógyintézetbe zárják, ahol természetfeletti pusztítást végez a személyzet és a betegek között. Egyetlen reménye az ördögűzés, amit egy lefokozott pap végez, aki megpróbálja megváltani magát és megmenteni Molly életét, mielőtt a szörnyű „átváltozás” befejeződne.

## Szereplők
| Szerep                | Színész        | Magyar hang    |
| --------------------- | -------------- | -------------- |
| Molly Hartley         | Sarah Lind     | Pálmai Anna    |
| John Barrow atya      | Devon Sawa     | Papp Dániel    |
| Dr. Laurie Hawthorn   | Gina Holden    | Solecki Janka  |
| Chaplain Henry Davies | Peter MacNeill | Harsányi Gábor |

## Fordítás
- Ez a szócikk részben vagy egészben  a   The Exorcism of Molly Hartley című angol Wikipédia-szócikk fordításán alapul.  Az eredeti cikk szerkesztőit annak laptörténete sorolja fel. Ez a jelzés csupán a megfogalmazás eredetét és a szerzői jogokat jelzi, nem szolgál a cikkben szereplő információk forrásmegjelöléseként.